# Puoi leggerlo solo di sera
Puoi leggerlo solo di sera è un singolo del gruppo italiano Modà, pubblicato il 7 novembre 2019 come terzo estratto dal settimo album in studio Testa o croce.

## Video musicale
Il videoclip, diretto da Matteo Alberti e Fabrizio De Matteis, è stato pubblicato in concomitanza con il lancio del singolo sul canale YouTube del gruppo.